# Províncias históricas da Finlândia

Escudo da Finlândia, representando as províncias históricas.

As 9 províncias históricas

As 9 províncias históricas da Finlândia (em finlandês historialliset maakunnat; em sueco historiska landskap) são um legado histórico do tempo em que a Finlândia pertencia à Suécia.

Representam comunidades históricas, geográficas e culturais, sem existência jurídica ou papel político-administrativo, com exceção da Åland que é atualmente uma província autônoma da Finlândia.

Um reforma sucessiva da divisão do país em novas províncias, foi iniciada em 1920 e finalizada em 1998, conduzindo às 20 províncias contemporâneas.

## Províncias históricas da Finlândia
Finlândia Própria (Varsinais-Suomi, Egentliga Finland)
 Carélia (Karjala, Karelen)
 Lapônia (Lappi, Lappland)
 Ostrobótnia (Pohjanmaa, Österbotten)
 Satakunta (Satakunta, Satakunda)
 Savônia (Savo, Savolax)
 Taváscia (Häme, Tavastland)
 Uusimaa (Uusimaa, Nyland)
 Åland (Ahvenanmaa, Åland)